# Lovesexy Live
Pour plus de détails, voir Fiche technique et Distribution.
Lovesexy Live est un film de concert de la tournée Lovesexy Tour capté et diffusé en Live. Plus tard, il fit l'objet d'une sortie en deux VHS.

## Synopsis
Il s'agit du dernier concert de la partie européenne de la tournée donné le vendredi 9 septembre 1988 au Westfalenhallen de Dortmund devant 14 000 personnes. Le show a été filmé par la télévision hollandaise sous la direction d'Egbert Van Hees. Une équipe de 75 personnes et 17 caméras ont été nécessaires pour assurer la retransmission en direct ou en léger différé dans plusieurs pays européens, et notamment en France sur la chaine Antenne 2 (ex-France 2) présenté par Thierry Ardisson. Peu après, le concert est sorti en vidéo (VHS) en deux volumes, et en laserdisc au Japon.
Les chansons interprétées étaient les suivantes :
1re partie
- Erotic City
- Housequake
- Slow Love
- Adore
- Delirious
- Jack U Off
- Sister
- I Wanna Be Your Lover
- Head
- A Love Bizarre
- When You Were Mine
- Blues In C (If I Had a Harem)
- Little Red Corvette
- Controversy
- Dirty Mind
- Superfunkycalifragisexy
- Bob George
- Anna Stesia

2e partie
- Cross the Line
- Eye No
- Lovesexy
- Glam Slam
- The Cross
- I Wish U Heaven
- Kiss
- Sheila E. drum solo
- Medley piano : When 2 R in Love, Venus de Milo, Starfish And Coffee, Raspberry Beret, Condition of the Heart, Strange Relationship
- Let's Go Crazy
- When Doves Cry
- Purple Rain
- 1999
- Alphabet Street

## Fiche technique
- Titre original : Lovesexy Live
- Réalisation : Egbert Van Hees
- Assistant à la réalisation : Boy Smits
- Producteur : Marijke Klasema
- Coproducteur : Harry De Winter
- Musique : Prince
- Superviseur technique : Jacques Vreeburg
- Genre : Film de concert
- Sortie : 9 septembre 1988

## Analyse
Le concert est sorti chez Polygram en vidéo, mais l'éditeur a commis une énorme erreur en inversant les deux parties du spectacle sur la version intégrale, soit le volume 1 à la place du volume 2 et vice versa. Heureusement, elles ont été ensuite rééditées en respectant cette fois l'ordre original.
La tournée "Lovesexy", avec sa scène centrale, reste monumentale et demeure probablement le show le plus élaboré monté par Prince de toute sa carrière.

## Musicien Présents
- Prince – Chant piano et guitare
- Miko Weaver – Chant et guitare
- Levi Seacer, Jr. – Chant guitare et basse
- Doctor Fink – Chant et clavier
- Boni Boyer – Chant et clavier
- Sheila E. – Chant batterie et percussions
- Eric Leeds – Saxophone
- Atlanta Bliss – Trompette
- Cat – Danse

## Source
- Ressources relatives à l'audiovisuel :   - IMDb
  - The Movie Database
- http://www.calhounsquare.info/